# Leocísio Sami
Leocísio Júlio Sami oder kurz Leocísio Sami bzw. nur Sami (* 18. Dezember 1988 in Bissau) ist ein portugiesisch-guinea-bissauischer Fußballspieler.

## Karriere

### Verein
Sami erlernte das Fußballspielen in den Nachwuchsabteilungen von Vereinen wie GD Estoril Praia und Benfica Lissabon. Seine Profikarriere startete er 2007 beim Drittligisten FC Eléctrico. Anschließend spielte er für Desportivo Aves, Marítimo Funchal und CD Fátima, ehe er 2014 zum FC Porto wechselte. Von diesem Verein wurde er in der Spielzeit 2014/15 nacheinander an Sporting Braga und Vitória Guimarães ausgeliehen.
Zur Saison 2015/16 lieh ihn Porto in die türkische Süper Lig zum Aufsteiger Akhisar Belediyespor aus. In der Rückrunde der Saison 2016/17 verließ er Akhisar vorzeitig und wurde für den Rest der Spielzeit an den FC Arouca ausgeliehen. Dann folgte erneut Desportivo Aves und von 2018 bis 2019 stand er bei CD Cova da Piedade unter Vertrag.  Dann folgte eine Saison beim al-Seeb Club im Oman und seit Anfang 2021 spielt er für den FC Valletta auf Malta.

### Nationalmannschaft
Von 2011 bis 2017 spielte Sami insgesamt zwölf Mal für die guinea-bissauische A-Nationalmannschaft.

## Erfolge
- Portugiesischer Pokalsieger: 2018